# Whatì
Whatì (da língua Dogrib Marten Lakes), oficialmente Comunidade do Governo Tlicho de Whatì é uma comunidade localizada na Região de North Slave, nos Territórios do Noroeste, Canadá.
A comunidade era conhecida formamente como Lac La Martre até 2005, quando o seu nome foi modificado. Fica localizada no Lac La Martre, a 164 km de Yellowknife. 
Sua população é de aproximadamente 460 habitantes

## Ligações Externas
- Whatì, Tlicho Government